# 封氏墓群
封氏墓群，位于中国河北省衡水市景县，为渤海封氏家族墓地。1961年3月4日公布为第一批全国重点文物保护单位。